# Джан Галеаццо Висконти
Джан Галеаццо Висконти, Джангалеаццо Висконти (итал. Gian Galeazzo Visconti; 16 октября 1351 — 3 сентября 1402) — 1-й миланский герцог из рода Висконти, объединивший под своей властью значительные территории и способствовавший расцвету Милана.

## Биография
Отцом Джан Галеаццо Висконти был живший в Павии Галеаццо II Висконти, который совместно с жившим в Милане братом — Бернабо Висконти — управлял миланской сеньорией. В 1360 году Джан Галеаццо Висконти женился на Изабелле — дочери французского короля Иоанна II, получил за ней графство Вертю в Шампани и принял титул графа Вертю. Так как звучание этого титула на итальянском — «конте де Вирту́» — можно было понять как «граф доблести», то Джан Галеаццо всеми силами старался оправдать это звание, резко противопоставляя себя своему жестокому и непопулярному дяде.
С 1375 года отличавшийся слабым здоровьем Галеаццо II стал привлекать Джан Галеаццо к управлению своей частью миланских владений. В 1378 году Галеаццо II умер, и Джан Галеаццо, наследуя ему, стал соправителем Бернабо. Чтобы привязать Джан Галеаццо, Бернабо выдал за него замуж свою дочь (к тому времени Изабелла уже умерла) и дал за ней громадное приданое, однако это не прекратило взаимных интриг дяди и племянника. Чтобы усыпить бдительность дяди, Джан Галеаццо делал вид, что совсем не занимается политикой, в то же время тщательно плетя интриги за кулисами.
В мае 1385 года Джан Галеаццо известил дядю, что он с небольшой свитой направляется на очередное богомолье, и что, проезжая мимо Милана, хотел бы приветствовать его. Ничего не подозревающий Бернабо со своими двумя старшими сыновьями, не вооруженный и без свиты, выехал за ворота, чтобы приветствовать дорогого племянника, но тут же был схвачен и привезен в Милан, где заключен в крепость. Население города восторженно приветствовало своего нового господина Джан Галеаццо. На следующий день был собран Большой совет (Совет девятисот), формально продолжавший существовать. Совет безоговорочно передал Джан Галеаццо всю полноту власти в Милане.
Стремясь воспользоваться этим и ликвидировать неблагоприятное впечатление от своего вероломства, Джан Галеаццо гласно провёл процесс над Бернабо, на которого были возведены самые чудовищные обвинения (в значительной степени, правда, обоснованные). Соседние итальянские государства информацию о перевороте в Милане восприняли довольно равнодушно. Лишенный какой бы то ни было помощи как изнутри миланских владений, так и извне, Бернабо был переведен в крепость Треццо, где при невыясненных обстоятельствах умер в декабре того же года. Два его сына бродили по Италии, тщетно пытаясь спасти сначала своего отца, а затем хотя бы какую-нибудь часть его владений.
Через месяц после переворота Джан Галеаццо вернулся в Павию, которая и в дальнейшем оставалась его излюбленной резиденцией, и отсюда принялся энергично и решительно управлять государством, в котором его мало кто знал. Его политика была направлена к одной цели — к объединению Северной и Средней Италии и созданию из разрозненных владений с местным правом и привилегиями единого государства с единым законом, правом, единой финансовой и военной системой. Из независимого города-коммуны Милан превратился в столицу государства, администрация которого полностью подчинялась синьору.

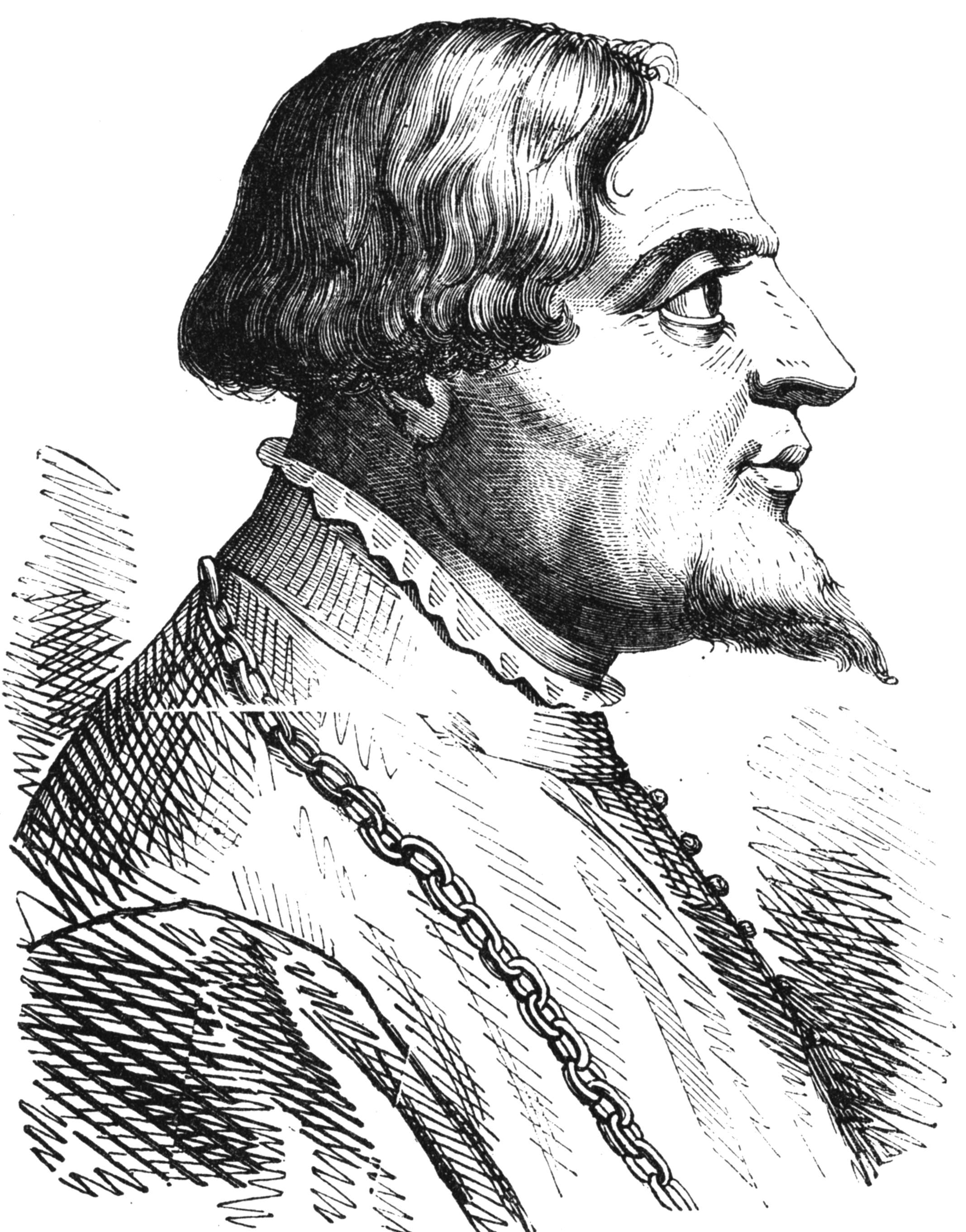
Джангалеаццо Висконти, гравюра XIX века

Сначала Джан Галеаццо нацелился сломить Скалигеров, и сделал это в течение пяти лет. В 1391 году, покорив Верону и Виченцу, он вступил в борьбу с владевшим Падуей семейством Каррарези, но под ударами связанных родственными связями с Бернабо трёх братьев герцогов Баварских (Иоганна II, Стефана III и Фридриха) и графа Арманьяка Жана III был вынужден в 1392 году заключить мир. В последующие годы он собрал под своей властью огромное количество доменов в Северной и Средней Италии.

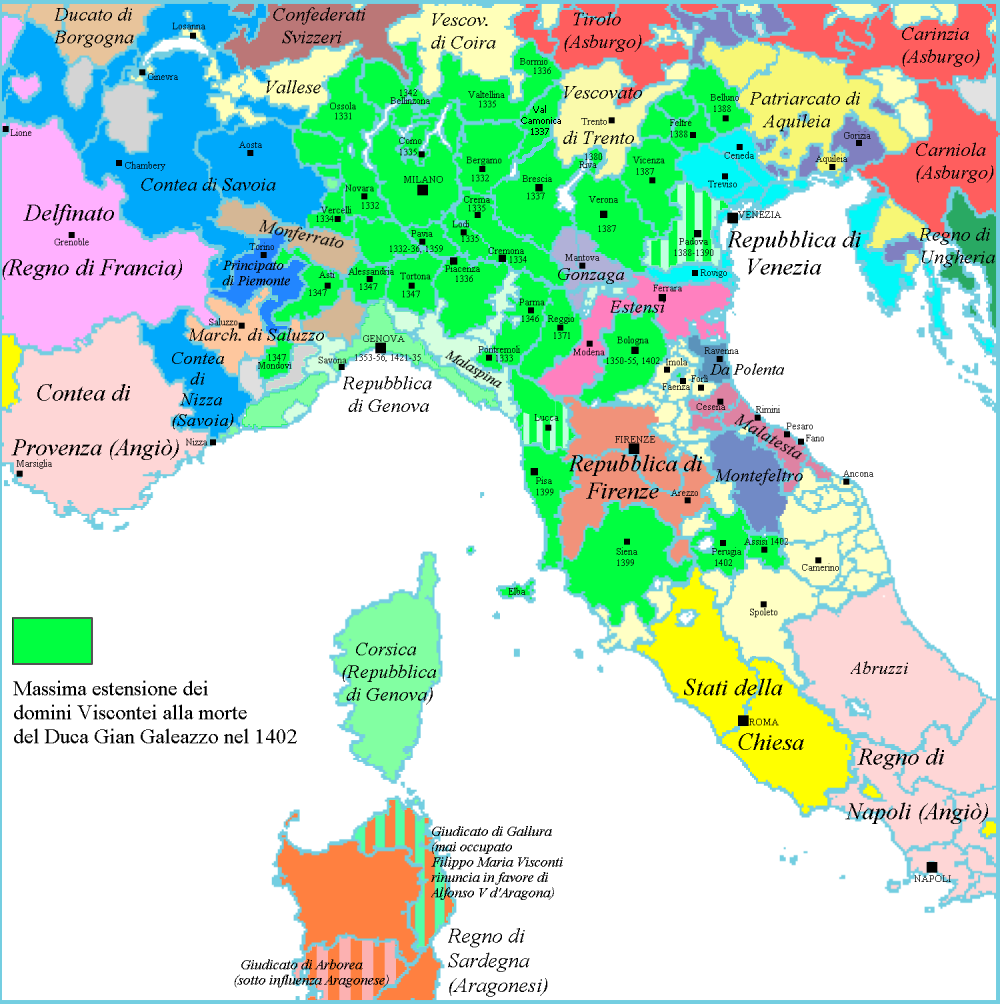
Домены Джан Галеаццо Висконти на момент его смерти

В 1395 году германский король Венцель, получив в дар 100 000 флоринов, согласился учредить титул герцога Миланского, который передавался бы в роду Висконти. Это был большой успех, и Джан Галеаццо не пожалел средств для того, чтобы всячески его подчеркнуть и разрекламировать. 5 сентября 1395 года на площади Сант-Амброджо в Милане, в самом центре города, произошла торжественная церемония вручения знаков герцогского достоинства имперскими уполномоченными, на которой присутствовали представители всех государств Италии. Таким образом, Джан Галеаццо из тирана и захватчика власти превратился в законного государя, имеющего право выступать на равных с правителями других стран. Внутри своих владений новый титул дал ему право вмешиваться в дела на местах. Конгломерат доменов стал превращаться в единое централизованное государство.
Однако грандиозным планам объединения Италии под единой властью не было суждено осуществиться. 3 сентября 1402 года Джан Галеаццо Висконти умер от чумы в своём замке Мариньяно. Над его гробницей в павийской Чертозе ломбардские художники и ремесленники работали без малого 70 лет.

## Семья и дети
- Первая жена — Изабелла Валуа (1 октября 1348 — 11 сентября 1372). Дети:
  - Джан Галеаццо II Висконти (4 марта 1366—1374?)
  - Валентина Висконти (1366—1408), в 1389 году вышла замуж за Людовика Валуа, герцога Орлеанского
  - Аццоне (ум.1372)
  - Карло (умер в младенчестве)
- Вторая жена (с 2 октября 1380 года) — Катерина Висконти. Дети:
  - Джан Мария Висконти (1388 — 16 мая 1412)
  - Филиппо Мария Висконти (23 сентября 1392 — 13 августа 1447)
- Незаконный признанный ребёнок от связи с Агнезой Мантегацца:
  - Габриэле Мария Висконти (1385 — 15 декабря 1407), синьор Пизы
- Ещё один ребёнок
  - Антонио Висконти (1389—1391)